# Moritz Steinschneider
Moritz Steinschneider (Prossnitz (Morvaország), 1816. március 30. – Berlin, 1907. január 24.) német orientalista és bibliográfus.

## Élete
Tanulmányait Prágában, Bécsben és Berlinben végezte. 1842 és 1845 között tanító volt a prágai zsidó felsőbb leányiskolán, ezután Berlinben élt, ahol 1859-ben a Feitel-Heine-féle alapítvány (bét-hámidrás) lektorává nevezték ki. 1869-től 1890-ig mint a zsidó község leányiskolájának igazgatója működött és egyidejűleg a királyi könyvtárnál alkalmazták mint segédet. 1884-ben és 1886-ban megnyerte a párizsi Académie des inscriptions jutalomdíját Dei hebräaischen Übersetzungen im Mittelalter und die Juden (Berlin, 1893) és Dei arabischen Übersetzungen aus dem Griechischen című munkáival. 1894-ben a tanári címet kapta. Sokoldalú termékeny irodalmi tevékenysége 1838-tól számos, részben nagybecsű művekkel gazdagította a keleti, kivált a zsidó tudományt, valamint a könyvészetet. Közülük kiemelendő: Jüdische Litteratur (az Ersch és Gruber-féle Allgemeine Encyclopädie II. sect., 27 kötet, Lipcse, 1850), ennek angol átdolgozása (Jewish Literature, London, 1852); a nagyszabású Catalogus libror. hebraeor. in Bibliotheca Bodlejanak (Berlin, 1852-60) és annak kiegészítése Conspectus Codd. Mss. hebraeor. in Bibliotheca Bodlejana (uo. 1857); Catalogus codicum hebraeor. Bibliotheca academ. Lugd. Batav. (uo. 1858); Bibliographisches Handbuch über d. theoretische und practische Literatur für hebräische Sprachenkunde (Lipcse, 1854); Die hebr. Handschriften der k. Hof- und Staatsbibliothek in München (München, 1875); Catalog d. hebr. Handschriften in d. Stadtbibliothek zu Hamburg (Hamburg, 1878). Kiadott sok héber és arab kéziratot és a keleti és zsidó tudományokkal foglalkozó folyóiratokban, kivált a Zeitschrift d. Deutschen morgenl. Gesellschaftban, számos cikket és tanulmányt közölt.